# Dekanat Appalachów
Dekanat Appalachów – jeden z sześciu dekanatów diecezji Południa Kościoła Prawosławnego w Ameryce.
Na terytorium dekanatu znajdują się następujące parafie:
- parafia św. Atanazego w Nicholasville
- parafia św. Serafina z Sarowa w Memphis
- parafia św. Andrzeja w Ashland
- parafia Zaśnięcia Matki Bożej w Norfolk

Ponadto w dekanacie działają placówki misyjne:
- św. Tichona w Chattanoodze
- Opieki Matki Bożej w Clarksville
- św. Anny w Oak Ridge
- św. Hermana z Alaski w Charlottesville
- św. Cypriana z Kartaginy w  Richmond
- św. Ambrożego z Mediolanu w Roanoke